# Coreini
I Coreini Leach, 1815 sono una tribù di insetti eterotteri della famiglia Coreidae (sottofamiglia Coreinae).

## Tassonomia
La tribù comprende i seguenti generi:
- Centrocoris Kolenati, 1845
- Centroplax Horváth, 1932
- Cercinthinus Kiritshenko, 1916
- Cercinthus Stål, 1860
- Coreus Fabricius, 1794
- Enoplops Amyot & Serville, 1843
- Eretmophora Stein, 1860
- Haploprocta Stål, 1872
- Oannes Distant, 1911
- Spathocera Stein, 1860
- Syromastus Berthold, 1827